# Formula–1 miami nagydíj
Az első miami nagydíjat 2022-ben rendezték a Hard Rock Stadium Circuiten, Miami városában. A pálya 19 kanyarból áll és 5,41 km hosszú, átlagsebessége pedig várhatóan 222 km/h körüli lesz.
Miami városa 2018-ban nyújtotta be kérelmét, hogy ott tarthassák a versenyt. Az első futamot 2019-re tervezték. Miután komplikációk léptek fel a PortMiami építési és fejlesztési tervei miatt, kérelmet nyújtottak be, hogy 2021-ben a Hard Rock Stadiumban tarthassák a versenyt. Az esemény a 2022-es Formula–1 világbajnokság része. 2022-től kezdve tíz évig megrendezik a nagydíjat a Hard Rock Stadium környékén. A versenyt 2022 májusára tervezték.

## Futamgyőztesek
| Év   | Versenyző      | Konstruktőr      | Pálya | Összefoglaló |
| ---- | -------------- | ---------------- | ----- | ------------ |
| 2025 | Oscar Piastri  | McLaren-Mercedes | Miami | Összefoglaló |
| 2024 | Lando Norris   | McLaren-Mercedes | Miami | Összefoglaló |
| 2023 | Max Verstappen | Red Bull-RBPT    | Miami | Összefoglaló |
| 2022 | Max Verstappen | Red Bull-RBPT    | Miami | Összefoglaló |